# Protection des réseaux électriques

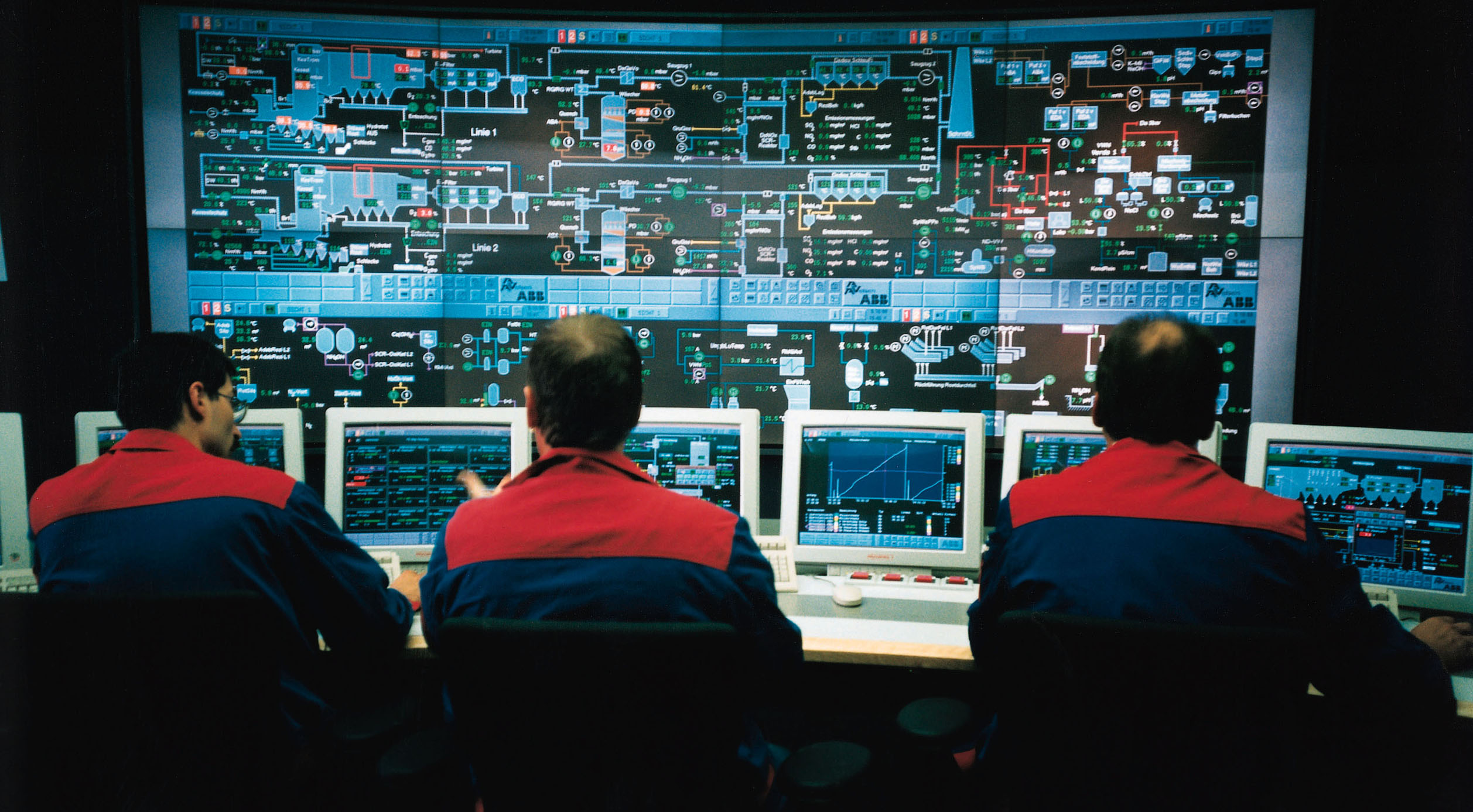
Salle de commande d'une centrale électrique en Allemagne.

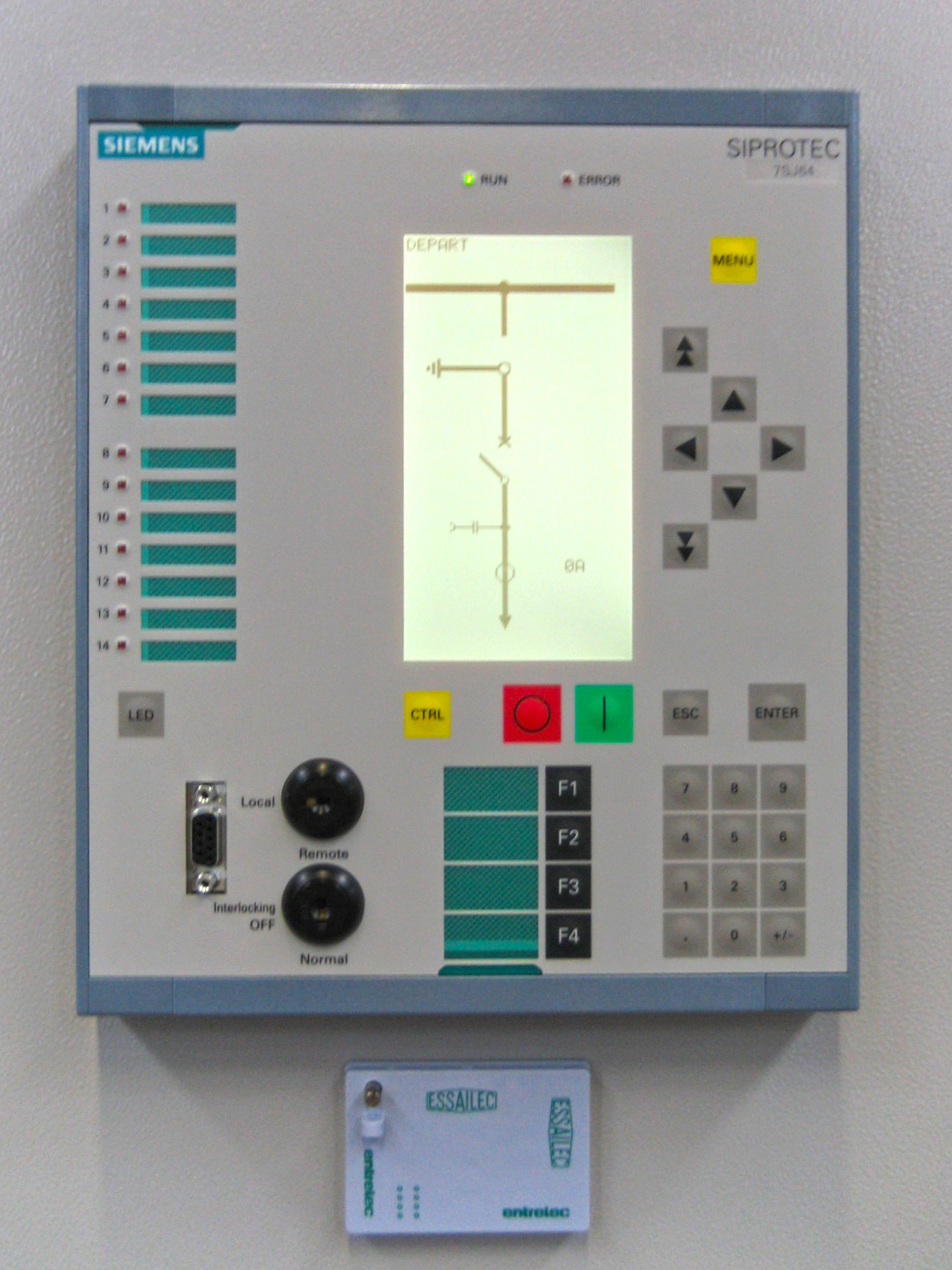
Relais de protection numérique utilisé en distribution. Il s'agit en quelque sorte du cerveau de la protection électrique.

La protection des réseaux électriques désigne l'ensemble des appareils de surveillance et de protection assurant la stabilité d'un réseau électrique. Cette protection est nécessaire pour éviter la destruction accidentelle d'équipements coûteux et pour assurer une alimentation électrique ininterrompue. Elle doit également garantir la stabilité des réseaux électriques.
La Commission électrotechnique internationale (C.E.I) définit la protection comme l’ensemble des dispositions destinées à la détection des défauts et des situations anormales des réseaux afin de commander le déclenchement d’un ou de plusieurs disjoncteurs et, si nécessaire d’élaborer d’autres ordres de signalisations.
La plupart des systèmes de fourniture d’énergie électrique sont interconnectés et doivent bénéficier de telles protections.
Elles doivent être réglées en fonction de nombreux paramètres : architecture du réseau, régime de neutre, courant de court- circuit, quels sont les capteurs de mesure en place, sélectivité. Une étude réseau est donc nécessaire. La sélectivité est une qualité très importante pour la protection électrique, différentes méthodes existent pour la réaliser. Pour la protection, on divise le réseau électrique en zones délimitées par les disjoncteurs. Chaque zone doit être correctement protégée. Les zones se recouvrent pour ne laisser aucun point du réseau sans protection.
Les protections électriques mettent en œuvre différents éléments : des capteurs, des relais, des automates et des disjoncteurs. Elles fonctionnent typiquement en l'espace de quelques centaines de millisecondes.
Chaque composant du réseau nécessite des types de protections spécifiques.

## Objectifs
Les défauts électriques et en particulier les courts-circuits font courir un danger : aux personnes, aux équipements électriques présents sur le réseau et à la fourniture d'électricité en termes de stabilité et de continuité,.
En effet, en cas de court-circuit, un courant très important circule dans le réseau : nettement plus grand que celui nominal, tandis que la tension chute fortement. S'il n'est pas rapidement éliminé, les générateurs électriques qui alimentent le réseau peuvent s'emballer, les pertes joules causées par le courant peuvent provoquer des dommages importants sur les équipements électriques par échauffement des conducteurs. Par ailleurs, la baisse de tension qu'ils causent nuit à la qualité de l'électricité.
Les surtensions, permanentes ou transitoires, mettent quant à elles en danger les personnes se trouvant à proximité d'installations électriques. Les surcharges sur les lignes à haute tension dilatent les conducteurs, provoquant un abaissement de la flèche entre les pylônes. En clair, la distance entre les conducteurs et le sol diminue, sans protection un court-circuit peut survenir, mettant également en danger les biens et les personnes.

## Défauts électriques
Comme son nom l'indique une protection électrique permet de protéger contre les défauts électriques. Il convient de les identifier correctement afin de définir correctement la protection adéquate. Les défauts possibles sont:
- court-circuit phase-phase.
- court-circuit phase-terre.
- choc de foudre.
- choc de manœuvre.
- surtension.
- défaillance d'un disjoncteur.
- défaut à la masse.
- surcharge thermique.
- surfluxage[3].
- perte de synchronisme[3].
- baisse de fréquence importante[4].

Par ailleurs, il faut les différencier en fonction de leur nature:
- fugitif :  nécessitent une coupure très brève du réseau. Par exemple : balancement des conducteurs sous l'effet du vent, objets divers charriés par le vent, brouillard givrant, pluie en zone polluée, branche d'arbre proche d'une ligne, et brûlée par l'arc[3].
- permanent : nécessitent une intervention humaine pour remettre en route le réseau. Par exemple : rupture d'un câble, ou de sa pince d'ancrage, et chute sur le sol, chute d'un arbre, ou d'une grue, sur la ligne, acte de malveillance conduisant, par exemple, à la ruine d'un pylône, détoronage d'un brin de conducteur, qui s'approche d'une autre masse métallique[3].
- auto-extincteur : disparaissent spontanément rapidement.
- semi-permanent : nécessitent une coupure longue, de l'ordre de quelques dizaines de secondes, pour disparaître.

Chaque année en France, on estime à 10 000 le nombre de défauts électriques (défauts d'isolement pour être précis) apparaissant sur le réseau.

## Qualités fondamentales d'une protection électrique
Une protection électrique se doit de posséder les qualités suivantes :
- Rapidité : la protection élimine rapidement le défaut. Le temps de déclenchement comprend celui de la protection elle-même, auquel vient s'ajouter le délai d'ouverture des disjoncteurs[7].
- Sureté : la protection déclenche lors d'un défaut, on la mesure en nombre de défaillances sur commande.
- Sécurité : la protection ne déclenche pas de manière intempestive[8].
- Fiabilité : elle combine les notions de sureté et de sécurité[9].
- Sélectivité : Elle consiste à ne mettre hors tension que la partie du réseau concernée par un défaut et seulement celle-ci[10].
- Sensibilité : la protection doit détecter tous les défauts, même les plus faibles.

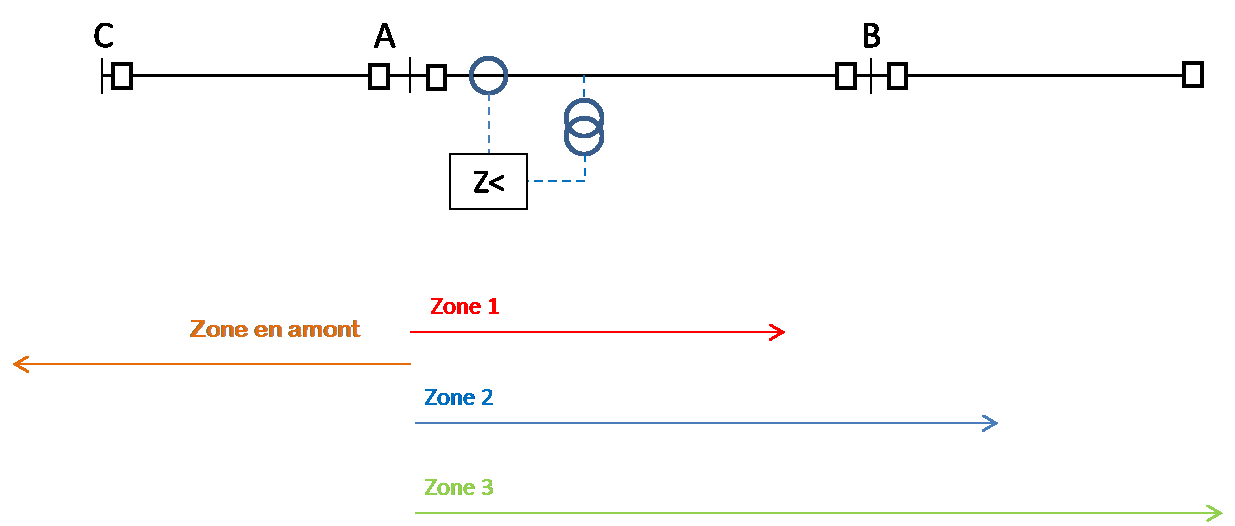
Limite des différentes zones, telles qu'elles sont généralement définies

- Disponibilité : la protection doit toujours être en opération (temps total moins panne et maintenance)[11]. Concrètement une bonne protection doit être conçue de sorte à parer à tout défaut électrique grâce à au moins deux types de protections différentes (principe de redondance) : celle déclenchant en fonctionnement normal, on parle de déclenchement instantanée, et celle déclenchant en cas de défaillance de la première, on parle de déclenchement temporisée et de protection de secours[10],[3].
- Consommer peu d'énergie[8].
- Être insensible aux composantes apériodiques[8].
- Facile à mettre en œuvre et à maintenir[8].

Cependant, il faut être conscient des limites de la protection : les défauts doivent tout d’abord se produire pour qu’elle agisse. La protection ne peut donc empêcher les perturbations ; elle ne peut que limiter leurs effets et leur durée. De plus, le choix d’une protection est souvent un compromis.

## Zones de protection
Pour la protection, on divise le réseau électrique en zones délimitées par les disjoncteurs. Chaque zone doit être correctement protégée. Les zones se recouvrent pour ne laisser aucun point du réseau sans protection.

### Principe

Réseau pour illustrer la protection par zone

Le principe de sélectivité assure que seules les lignes défectueuses soient ouvertes, tandis que les lignes saines restent connectées. Toutefois, il faut pouvoir parer à la défaillance d'une protection, ainsi des protections de secours sont utilisées.
L'exemple suivant est purement théorique, il suppose que toutes les lignes ont même niveau de tension. Les postes sont considérés comme étant des nœuds électriques, c'est-à-dire un ensemble de jeux de barres pouvant être isolé du réseau par des disjoncteurs, mais ne pouvant pas être lui-même coupé en deux par un disjoncteur.
|           | Zone 1 0 s | Zone 2 0,5 s | Zone 3 2,5 s | Amont 7 s |
| --------- | ---------- | ------------ | ------------ | --------- |
| Relais 1  |            |              |              |           |
| Relais 2  |            |              |              | X         |
| Relais 3  |            |              | X            |           |
| Relais 4  |            |              |              | X         |
| Relais 5  |            | X            |              |           |
| Relais 6  | X          |              |              |           |
| Relais 7  |            |              |              | X         |
| Relais 8  |            |              |              | X         |
| Relais 9  |            |              | X            |           |
| Relais 10 |            |              |              | X         |
| Relais 11 |            |              |              | X         |

Lors de son apparition, le défaut est détecté par tous les relais à l'exception du 1 qui est trop loin. Les autres relais la visualisent de la manière suivante :
- Pour les relais 2, 4, 7, 8, 10 et 11 le défaut est derrière eux.
- Pour les relais 3 et 9, le défaut est en zone 3.
- Pour le relais 5, il est en zone 2.
- Pour le relais 6, il est en zone 1.

Dans tous ces relais, un chronomètre commence à décompter le temps par rapport à l'apparition du défaut.
Le processus est alors le suivant :
- Le relais 6 envoie l'ordre de déclenchement à son disjoncteur qui s'ouvre au bout de 20 ms environ. Le relais 7 voit disparaître le défaut et arrête son décompte.
- Le relais 5 envoie l'ordre de déclenchement à son disjoncteur au bout d'environ 0,5 s (il se trouve en zone 2). Le défaut disparaît, les autres relais le voient disparaître.
- Si le relais 5 et/ou son disjoncteur ne fonctionnent pas correctement, alors les relais 3 et 9 vont se déclencher au bout de 2,5 s. Dans tous les cas le relais 11 va se déclencher au bout de 7 s.
  - Si le relais 3 et/ou son disjoncteur ne fonctionnent pas correctement, alors les relais 2 et 4 vont se déclencher au bout de 7 s.
  - Si le relais 9 et/ou son disjoncteur ne fonctionnent pas correctement, alors les relais 8 et 10 vont se déclencher au bout de 7 s.
- Si le relais 6 et/ou son disjoncteur ne fonctionnent pas correctement, alors le relais 7 va se déclencher au bout de 7 s.

On note que les relais 3 et 9 déclenchent avant les relais 4, 10 et 11 qui sont pourtant plus proche du défaut. Cela est dû au fait que les temps de déclenchement en amont sont réglés de manière plus longue que ceux en aval.
En pratique la première zone déclenche au bout d'un ou deux cycles, ce qui représente 20 à 40 ms dans un réseau 50 Hz. La zone 2 au bout de 300 à 400 ms. Les relais électromécaniques ont des temps de réaction dépendant de la valeur de l'impédance, au plus celle-ci est faible au plus le relais est rapide.
Les protections de distance servent parfois également de protection de secours pour les transformateurs de puissance et les générateurs, bien que des protections bien plus adaptées existent comme les protections différentielles.

### Téléaction
La téléaction est le fait que deux protections, de distance généralement et situées à chaque extrémité d'une ligne, échangent des informations entre elles afin d'augmenter leur performance.
De nombreux schémas de téléaction différents existent. Toutefois, on peut distinguer deux types de stratégie : les schémas à déclenchement et les schémas à blocage. Dans les schémas à déclenchement, la protection à une extrémité de la ligne envoie un ordre de déclenchement rapide à l'autre extrémité. L'autre disjoncteur déclenche alors immédiatement. Dans le cas des schémas à blocage, la protection à une extrémité de la ligne envoie un ordre de blocage à l'autre extrémité, le disjoncteur ne va donc pas déclencher intempestivement. Diverses variantes existent en fonction de la zone surveillée par chaque protection et des conditions appliquées au déclenchement. Les schémas à déclenchement ont une sécurité accrue : si la liaison entre les protections défaille, il n'y a pas de déclenchement intempestif par contre une sureté moindre : dans ce cas, la téléaction ne fonctionne plus et les déclenchements ne sont plus rapides. À l'opposé, les schémas à blocage ont une sureté accrue : si la liaison entre les protections défaille, les déclenchements rapides ont tout de même lieu, par contre leur sécurité est moindre : il n'y a plus de blocage sans la liaison et donc des lignes saines peuvent déclencher,.
La rapidité exigée des téléactions ne permet pas de mettre en place des protocoles de vérification des erreurs de transmission.

## Réglage
Chaque fonction de protection est à régler afin d’obtenir les performances optimales dans l’exploitation du réseau et pour tous les modes de fonctionnement. Les valeurs de réglage adaptées sont issues de calculs complets basés sur les caractéristiques détaillées des éléments de l’installation.
Ce type d’étude s’effectue maintenant couramment à l’aide d’outils logiciels spécialisés ; le comportement du réseau sur anomalie est ainsi expliqué, et les valeurs de réglage sont données pour chaque fonction de protection concernée.
Une étude de réseau est effectuée pour déterminer les réglages. Les informations suivantes sont analysées : architecture du réseau, régime de neutre, courant de court-circuit, quels sont les capteurs de mesure en place, sélectivité. Ensuite, les solutions possibles sont étudiées.

### Différents types de sélectivité
L'ensemble des protections d'un réseau constitue un système. La sélectivité a pour but d'isoler le plus rapidement possible la branche en défaut, et d'éviter de couper injustement des branches saines. Différents types de stratégies existent pour mettre en place techniquement cette exigence.
Généralement, on utilise au moins deux des trois types de sélectivité sur les réseaux de distribution, afin d'avoir un système de protection sûr, efficace et fiable.

#### Sélectivité ampèremétrique
La sélectivité ampèremétrique repose sur le fait que le courant de défaut est d'autant plus faible que celui-ci est éloigné de la source. Le réglage de courant de déclenchement décroissant vers l'aval du réseau. Son avantage est sa simplicité. Son inconvénient est en conséquence que les protections situées en amont, proche de la source, ne secourent pas celles situées en aval. Par ailleurs, il est difficile de régler convenablement deux protections en cascades afin d'obtenir une bonne sélectivité car le courant de défaut n'est pas forcément notablement différent entre deux zones adjacentes. En haute tension notamment, les lignes ayant une faible impédance, elle ne peut être utilisée. Elle peut par contre être utilisée de part et d'autre d'un transformateur, le courant étant très différent des deux côtés. Elle l'est également en basse tension,.

#### Sélectivité chronométrique
La sélectivité chronométrique agit indépendamment du courant. Elle consiste à donner des temporisations différentes aux protections à maximum de courant échelonnées le long du réseau. Ces temporisations sont d’autant plus longues que le relais est proche de la source. La temporisation augmente de l'ordre de 300 ms par relais sur le réseau. Ainsi, on attend à chaque niveau que les niveaux avals aient le temps de couper le défaut, avant de couper une plus grande partie du réseau. Un tel écart temporel est nécessaire pour tenir compte des tolérances des temps de réponse des éléments de la chaîne de protection ainsi que du temps d’arc du disjoncteur aval.
Sa simplicité est avantageuse. Son inconvénient est que lorsque le nombre de relais est grand, la temporisation devient extrêmement longue. La protection n'assure alors plus son rôle pour éviter l'endommagement des équipements électriques en cas de court-circuit. Elle est utilisée dans le cas des réseaux en antenne.

#### Sélectivité logique
La sélectivité logique a été développée pour remédier aux inconvénients de la sélectivité chronométrique. Elle requiert un échange d'informations entre les différents organes de protection. L’échange d’informations logiques entre protections successives permet la suppression des intervalles de sélectivité, et donc de réduire considérablement le retard de déclenchement des disjoncteurs situés les plus près de la source.
En effet, dans un réseau en antenne, les protections situées en amont du point de défaut sont sollicitées, celles en aval ne le sont pas ; cela permet de localiser
sans ambiguïté le point de défaut et le disjoncteur à commander.
Chaque protection sollicitée par un défaut envoie :
- un ordre d’attente logique à l’étage amont (ordre d’augmentation de la temporisation propre du relais amont),
- un ordre de déclenchement au disjoncteur associé sauf s’il a lui-même reçu un ordre d’attente logique de l’étage aval.

Un déclenchement temporisé est prévu en secours.
Son inconvénient est de nécessité de mettre en communication les différents relais. Elle est utilisée pour les réseaux en antenne moyenne tension composée de nombreux étages de sélectivité.

#### Sélectivité par protection directionnelle
Dans un réseau bouclé, où un défaut est alimenté par les deux extrémités, il faut utiliser une protection sensible au sens d’écoulement du courant de défaut pour pouvoir le localiser et l’éliminer de façon sélective. La protection directionnelle agit lorsque simultanément le courant ou la puissance dépasse un seuil et que l’énergie se propage dans une direction anormale.
Sa simplicité est un avantage. Elle nécessite cependant d'employer des transformateurs de courant et de tension afin de mesurer le déphasage entre les deux. Ce principe est utilisé pour protéger des arrivées en parallèle, des réseaux en boucle fermée.

#### Sélectivité par protection différentielle

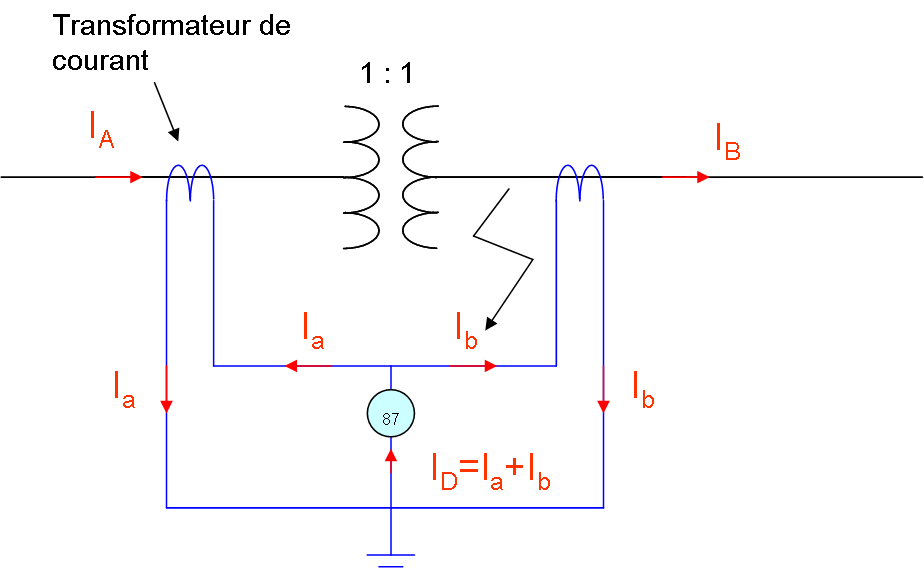
Fonctionnement d'une protection différentielle. En cas de défaut interne, le courant différentiel n'est pas nul

Une protection différentielle mesure la différence entre les courants entrant dans une zone et ceux en sortant. Toute différence d’amplitude et de phase entre ces courants signale la présence d’un défaut : la protection ne réagit qu’aux défauts internes à la zone couverte et est insensible à tout défaut externe. Elle est donc sélective par nature.
Les transformateurs de courant doivent alors être dimensionnés de manière à ne pas être source de biais. La protection ne doit notamment pas déclencher à cause du courant magnétisant de transformateur, du courant capacitif de ligne, en cas de saturation des transformateurs de courant ou tout autre élément transitoire « normal »,.
Son avantage est d'être sensible à des courants de défaut inférieur au courant nominal de l'élément protégé. En outre, elle peut déclencher instantanément. Par contre, elle est relativement coûteuse, nécessite une communication entre les éléments et sa mise en place n'est pas triviale. Enfin, il faut prévoir une protection à maximum de courant en secours. Elle est utilisée pour les composants de forte puissance stratégiques pour le réseau : moteur, générateur, transformateur, jeu de barres, câble, ligne.

## Éléments mis en œuvre dans une protection électrique

Structure des différents éléments formant la protection électrique

### Capteurs et réducteurs de mesures

Schéma de principe d'un transformateur de courant avec une seule spire au primaire

Pour agir, les protections doivent pouvoir détecter le défaut. Elles ont donc besoin de capteurs pour mesurer les différentes mesures physiques nécessaires à l'évaluation de la situation ou au moins de réducteurs de mesures qui permettent d'abaisser l'amplitude des valeurs à mesurer pour les rendre lisibles par des capteurs électroniques.
Les instruments les plus courants dans les protections électriques sont ceux abaissant le courant, appelés transformateurs de courant qui transforment le courant traversant la ligne en un courant proportionnel de l'ordre de quelques ampères et ceux abaissant la tension, appelés transformateurs de tension, qui transforment une tension en kilovolts en tension de l'ordre de quelques volts. Les mesures de la fréquence, de la température au moyen de thermomètre ou encore de la pression sont aussi effectuées. Dans les transformateurs, les relais Buchholz permettent de détecter la production de gaz causée par un défaut ou un échauffement interne.
De manière générale, des capteurs précis sont indispensables à une bonne protection électrique. Il faut qu'ils aient également une bonne réponse fréquentielle, c'est-à-dire qu'ils soient capables de mesurer fidèlement des événements transitoires.
Dans le cas des transformateurs de courants à noyau de fer, il convient de faire attention à leur possible saturation, qui peut alors biaiser la mesure.

### Relais et automates
Au départ électromécaniques et statiques, puis analogiques, les relais sont en 2013 principalement de type numérique. Ces derniers sont  basés  sur  le  principe  de  la  transformation  de  variables électriques  du  réseau,  fournies  par  des  transformateurs  de  mesure,  en  signaux  numériques  de  faible voltage.  Ils permettent de combiner différentes fonctions de protection dans le même appareil, de faire du traitement de signal, d'enregistrer les événements et de diagnostiquer les éléments auxquels ils sont connectés comme les disjoncteurs.
Quand un relais donne l'ordre au disjoncteur d'ouvrir le circuit, on dit qu'il déclenche. Quand un élément extérieur vient empêcher le relais de déclencher, on dit qu'il est bloqué.
Les automates sont chargés d'effectuer les manœuvres automatiquement et surtout sans délais. Ils servent typiquement pour les fonctions de réenclenchement. Les défauts causés par la foudre disparaissent en effet en général après mise hors tension de l'ouvrage au bout de quelques dixièmes de seconde. L'automate va donc ouvrir la ligne puis la refermer très rapidement sans intervention humaine afin de maintenir une bonne disponibilité de l'ouvrage.
Un autre type d'automate essentiel au réseau est celui qui agit sur défaillance du disjoncteur. Sa fonction est de détecter la non - ouverture d'un disjoncteur en constatant que l'ordre émis n'est pas retombé au bout d'un intervalle sélectif après le début de son émission. Il émet alors un ordre de déclenchement à tous les disjoncteurs du même jeu de barres.
L'émission d'un ordre de déclenchement est validée par des relais de courant, qui vérifient qu'un courant existe toujours dans les phases du départ.
Par ailleurs, lorsqu'une protection différentielle de barres existe, l'automate contre les défaillances de disjoncteur lui est associé : il utilise les aiguillages de la protection différentielle de barres, qui utilise elle-même les circuits de déclenchement de l'automate.

### Disjoncteurs

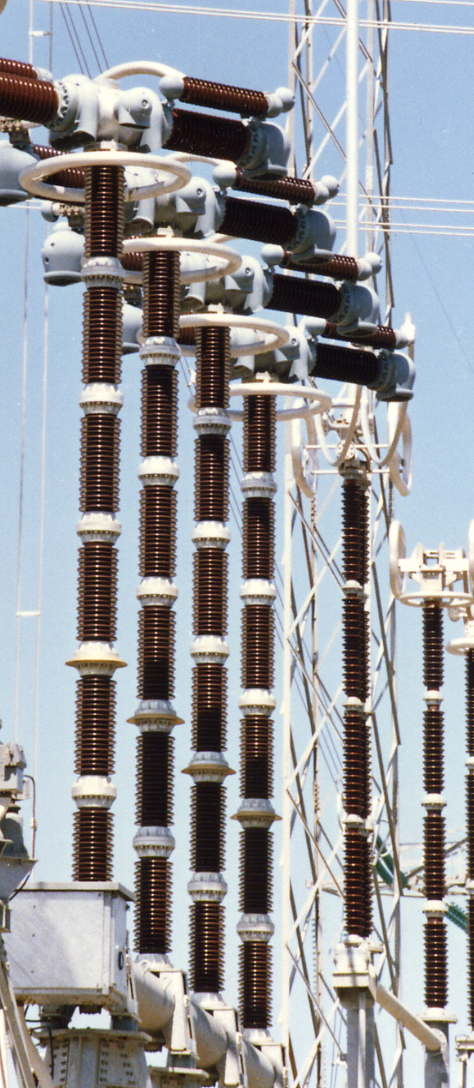
Disjoncteurs

Dans le cas des protections, les disjoncteurs servent à interrompre le courant, y-compris de court-circuit, circulant dans le réseau. Une de leurs qualités indispensables est une grande fiabilité et une bonne rapidité. En règle générale, un disjoncteur a besoin de 1 à 3 cycles pour s'ouvrir, ce qui correspond à 20 jusqu'à 60 ms pour un réseau 50 Hz. La norme ieee spécifie une coupure en 2 cycles pour les disjoncteurs de tension assignée supérieure ou égale à 245 kV.
Les disjoncteurs à haute tension sont capables de couper trois fois leur courant de court-circuit assigné en une ou trois minutes.

### Fusibles

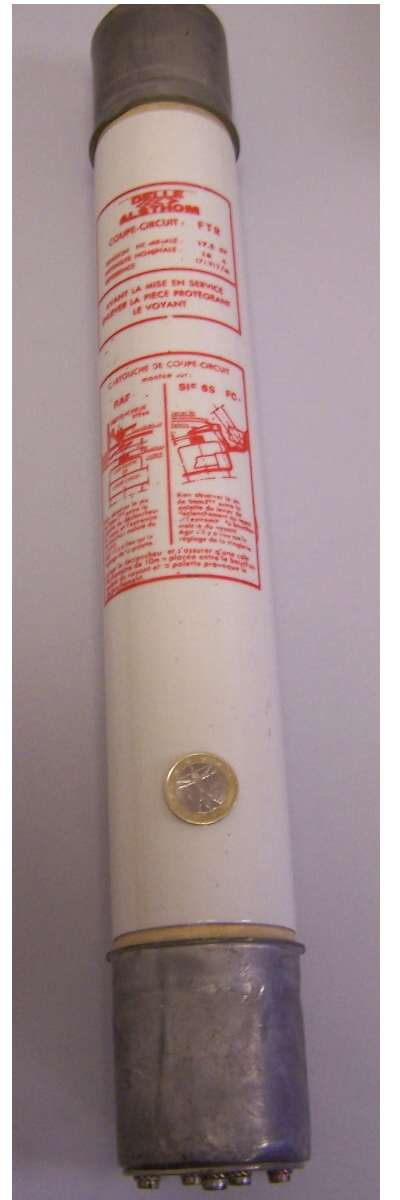
Fusible moyenne tension

Pour les réseaux moyenne tension, il est également possible d'utiliser des fusibles comme protection électrique à maximum de courant.

## Protections des différents appareillages électriques

### Protection des groupes de production

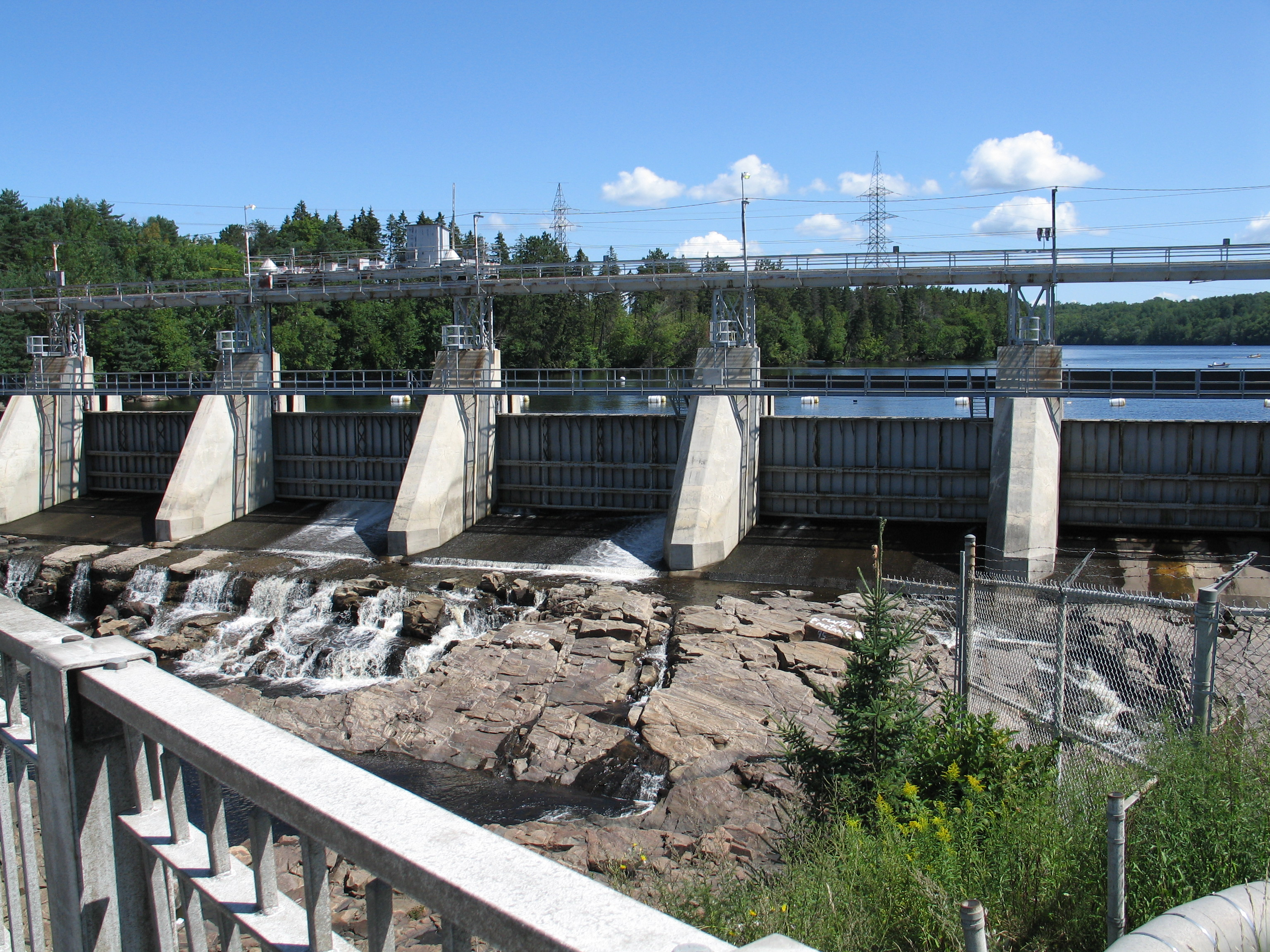
Unité de production à la centrale hydroélectrique d'Hydro-Québec, à Shawinigan.

Les alternateurs étant des éléments clés du réseau, leur protection doit veiller à protéger à la fois l'équipement en lui-même, mais également le bon fonctionnement du réseau dans sa généralité. Les alternateurs peuvent faire face à de nombreux types de défauts.
Le premier défaut possible est la surcharge, des protections à maximum de courant dépendant sont utilisées pour les éviter. Les courts-circuits externes sont également protégés par des protections à maximum de courant, ceux internes par des protections différentielles ou directionnelles. Les défauts à la masse peuvent être protégés de manières très diverses en fonction du type de mise à la terre utilisé. Les pertes d'excitations présentent également un danger pour les machines synchrones, une protection directionnelle de puissance réactive est utilisée pour les détecter. De manière similaire, le fonctionnement en moteur des générateurs est repéré grâce aux protections directionnelles de puissance active. Les variations de fréquence et de tension excessives présentent un danger pour les générateurs. En particulier la combinaison faible fréquence avec forte tension engendre un flux magnétique trop important dans leur circuit magnétique et donc un échauffement. Pour les éviter des protections fonctionnant en mesurant la tension, la fréquence ou le flux peuvent être utilisées.

### Protection des ouvrages du réseau de transport

#### Protection des lignes à haute tension

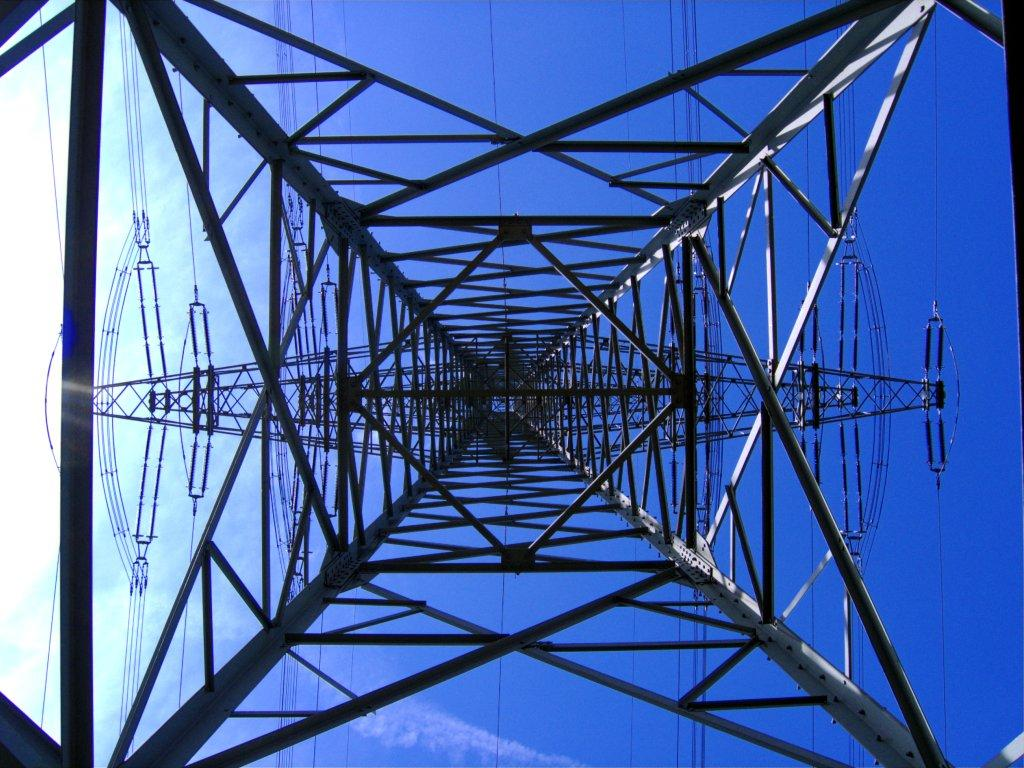
Pylône à haute tension.

Les défauts de type court-circuit sur les lignes à haute tension sont relativement fréquents, ils sont causés par : des coups de foudre, des arbres mal élagués, des grues et des engins de grande hauteur travaillant au voisinage, vent, pollution. En moyenne EdF observe 7 défauts par an pour 100 km sur son réseau de transport.
Elles sont principalement protégées par des protections de distance, parfois aussi appelés protection à minimum d'impédance. Le principe de fonctionnement est qu'un défaut se caractérise par une impédance mesurée qui devient faible en amplitude et de déphasage élevé, alors qu'en fonctionnement normal l'impédance est plutôt grande et le déphasage faible. Ces protections sont généralement directionnelles, ce qui permet une bonne sélectivité. Elles ont le désavantage d'être relativement coûteuses, ce qui les limite à la protection des réseaux haute tension. Il est possible d'améliorer leurs performances (rapidité, sélectivité spatiale) en faisant dialoguer les protections de distance par des téléactions.
Les protections différentielles sont également utilisées, elles sont très sélectives et moins coûteuses que celle de distance. La protection étant réalisée en comparant la valeur des mesures de courant aux extrémités de la ligne, une ligne de communication est nécessaire pour échanger les informations.
Enfin d'autres protections sont utilisées contre les courts-circuits : Protections wattmétriques homopolaires pour détecter les défauts résistants, protections dites "source faible" pour les cas où l'apport en courant de court-circuit est très faible.
Il existe par ailleurs des protections des liaisons non liées aux courts-circuits :
- Les protections de surcharge ligne sont des protections à maximum de courant. Elles sont  réglées pour éviter un échauffement trop important du conducteur, qui conduirait à une dilatation provoquant un abaissement de la flèche de la ligne trop important et donc à un risque d'arc électrique. L'échauffement du conducteur étant dépendant de la température de l'air ambiant refroidissant la ligne, les valeurs de courant maximales dépendent, en France, de la saison. On parle d'« intensité de secours temporaire » notée IST[22],[23].
- Des protections contre les surtensions peuvent également être installées sur les lignes[3].

#### Protection contre les ruptures de synchronisme
Dans les deux cas il faut :
- éviter le déclenchement anarchique des disjoncteurs par les protections contre les courts-circuits. C'est le rôle des dispositifs antipompage des protections de distance.
- créer, en ouvrant des disjoncteurs prédéterminés, des zones où production et consommation s'équilibrent, de manière à isoler la zone "malade" des zones saines. Après quoi, si dans la zone malade les alternateurs ne réussissent pas à retrouver le synchronisme, les centrales sont si possible îlotées, puis le réseau est progressivement remis en service à partir des zones saines.

#### Protection des câbles à haute tension
Les câbles électriques à haute tension peuvent être protégés par une protection masse-câble, c'est-à-dire une protection à maximum de courant entre la gaine du câble et la terre. En temps normal, aucun courant ne la traverse, en cas de défaut dans l'isolation interne du câble, le courant s'écoule vers la terre provocant le déclenchement.

#### Protection des jeux de barres
Les jeux de barres sont protégés principalement par des protections différentielles. La difficulté vient du fait que la position des sectionneurs d'aiguillage doit être connue pour savoir quels sont les départs qui alimentent un nœud donné. La protection différentielle est décomposée en autant de relais que de nœuds électriques. Les nœuds constituent autant de zones de protection différentielle ; ces zones sont définies par la position "fermé" ou "ouvert" des sectionneurs d'aiguillage, et du (ou des) disjoncteurs(s) de couplage. Une zone de protection différentielle globale du poste ou "check zone", est utilisée pour confirmer tout défaut dans une zone considérée.

#### Protection de batteries de capacité
Les batteries de capacité sont protégées contre les défauts extérieurs et internes par une protection à maximum de courant.

#### Protection des transformateurs de puissance
Les transformateurs de puissance sont protégés par toute une batterie de dispositifs.
Pour la protection contre les surcharges, des protections à maximum de courant de phase temporisées) ou des protections à image thermique sont utilisées. Un capteur de débit d'huile permet de s'assurer de la bonne circulation de l'huile dans le circuit de refroidissement.
Pour les courts-circuits, des relais Buchholz sont utilisés dans le cas des transformateurs respirant. Pour les transformateurs hermétiques, des détecteurs de gaz et de pression sont utilisés. Par ailleurs une protection différentielle (87T) mesure, par l'intermédiaire des transformateurs de courant comme toutes les protections liées au courant, la différence entre les courants entrants dans le transformateur et ceux en sortant et protège le transformateur contre les courts-circuits entre phases. Ces protections peuvent être également capables de détecter les défauts entre spires. Par ailleurs une protection à maximum de courant de phase instantanée (50) protège des courts-circuits violents au primaire. Pour éviter un déclenchement abusif lors de la connexion du transformateur à cause des courants d'enclenchement, un système mesurant en général la 2e harmonique, caractéristique de la saturation du noyau magnétique, « bloque » (empêche le déclenchement) les protections différentielles et de maximum de courant.
Pour les défauts de masse, la première solution est de mesurer le courant homopolaire (51). Une autre solution, dite protection de terre restreinte (64REF ou 87N), compare le courant dans la connexion au neutre et la somme des courants dans les phases. On peut la ranger avec les protections différentielles. On peut également isoler la cuve du transformateur de la masse, et mesurer le courant dans la connexion reliant la cuve et la masse : on parle alors de protection masse-cuve (50N). Si ce courant devient trop important, le transformateur déclenche, cette protection est donc fondamentalement une protection à maximum de courant.
Pour détecter le surfluxage, la mesure de la 5e harmonique du courant est en général utilisée. Le flux est directement proportionnel au rapport tension sur fréquence, si le phénomène devient trop fort il faut déconnecter le transformateur. Cette protection porte le numéro de code 24. De manière similaire une protection contre les surtensions, les soustensions ou les sousfréquences peuvent être utilisées,.

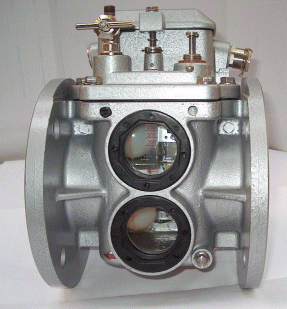
Relais Buchholz

Un relais Buchholz est un mécanisme se déclenchant quand une trop grande quantité de gaz est produite dans le transformateur, témoignant d'une décharge électrique dans l'huile. Il est placé entre la cuve d'huile et le conservateur, si le relais se déclenche le transformateur est déconnecté. Il ne se déclenche cependant que quand le défaut est déjà assez prononcé. Les relais à détection de montée de pression rapide servent comme leur nom l'indique à détecter un changement brutal de la pression interne du transformateur et le déconnecter, ; des limiteurs de pression peuvent également être utilisés pour évacuer la surpression. Toutefois les trois systèmes précédemment cités ne sont pas assez rapides pour éviter l'explosion du transformateur en cas de défaut important et soudain. Pour protéger efficacement les transformateurs de puissance, un nouveau système dit à dépressurisation rapide a été développé en 2008. Quand un défaut apparaît, une onde de choc apparaît dans le transformateur, on parle de pression dynamique, le système s'active dès l'arrivée de cette onde, donc dans un temps proche de 20 ms alors que les autres systèmes doivent attendre la montée de la pression statique. Il évacue ensuite la pression et évite efficacement les explosions.
Enfin, les thermomètres mesurant la température de l'huile et des enroulements provoquent le déclenchement du transformateur si elles dépassent un certain seuil.

### Protection des ouvrages du réseau de distribution
Sur un réseau de distribution, les mêmes considérations peuvent s’appliquer, mais les conséquences d’un dysfonctionnement sont à une échelle moindre. C'est en général au niveau du réseau de distribution qu'on implante un plan de délestage électrique.

## Traductions
1. ↑  « back-up »
2. ↑  « Rapid pressure rise relay » ou « Sudden pressure rise relay »